# Tiger-Gletscher
Der Tiger-Gletscher ist ein Gletscher an der Ostküste der Kenai-Halbinsel im US-Bundesstaat Alaska. Er befindet sich im Chugach National Forest knapp 130 km südöstlich von Anchorage.

## Geografie
Der 9,5 km lange Tiger-Gletscher bildet einen Auslassgletscher des Sargent Icefield. Sein Nährgebiet liegt auf einer Höhe von 950 m. Der Tiger-Gletscher strömt in ostnordöstlicher Richtung und endet am Kopf der Icy Bay, einer Seitenbucht des Prinz-William-Sunds. Der Gletscher bedeckt eine Fläche von etwa 35 km² und besitzt eine mittlere Breite von 2,4 km. Weiter nördlich verlaufen die Gletscher Tigertail und Chenega.

## Namensgebung
Der Gletscher erhielt seinen Namen im Jahr 1910 vom U.S. Geological Survey.